# IC 2540
IC 2540 ist eine elliptische Galaxie vom Hubble-Typ E im Sternbild Kleiner Löwe am Nordsternhimmel. Sie ist schätzungsweise 290 Millionen Lichtjahre von der Milchstraße entfernt.
Das Objekt wurde am 13. Mai 1896 von Stéphane Javelle entdeckt.